# Lieurey
Lieurey is een gemeente in het Franse departement Eure (regio Normandië). De plaats maakt deel uit van het arrondissement Bernay. Lieurey telde op 1 januari 2022 1.471 inwoners.

## Geografie
De oppervlakte van Lieurey bedroeg op 1 januari 2022 18,21 vierkante kilometer; de bevolkingsdichtheid was toen 80,8 inwoners per km².

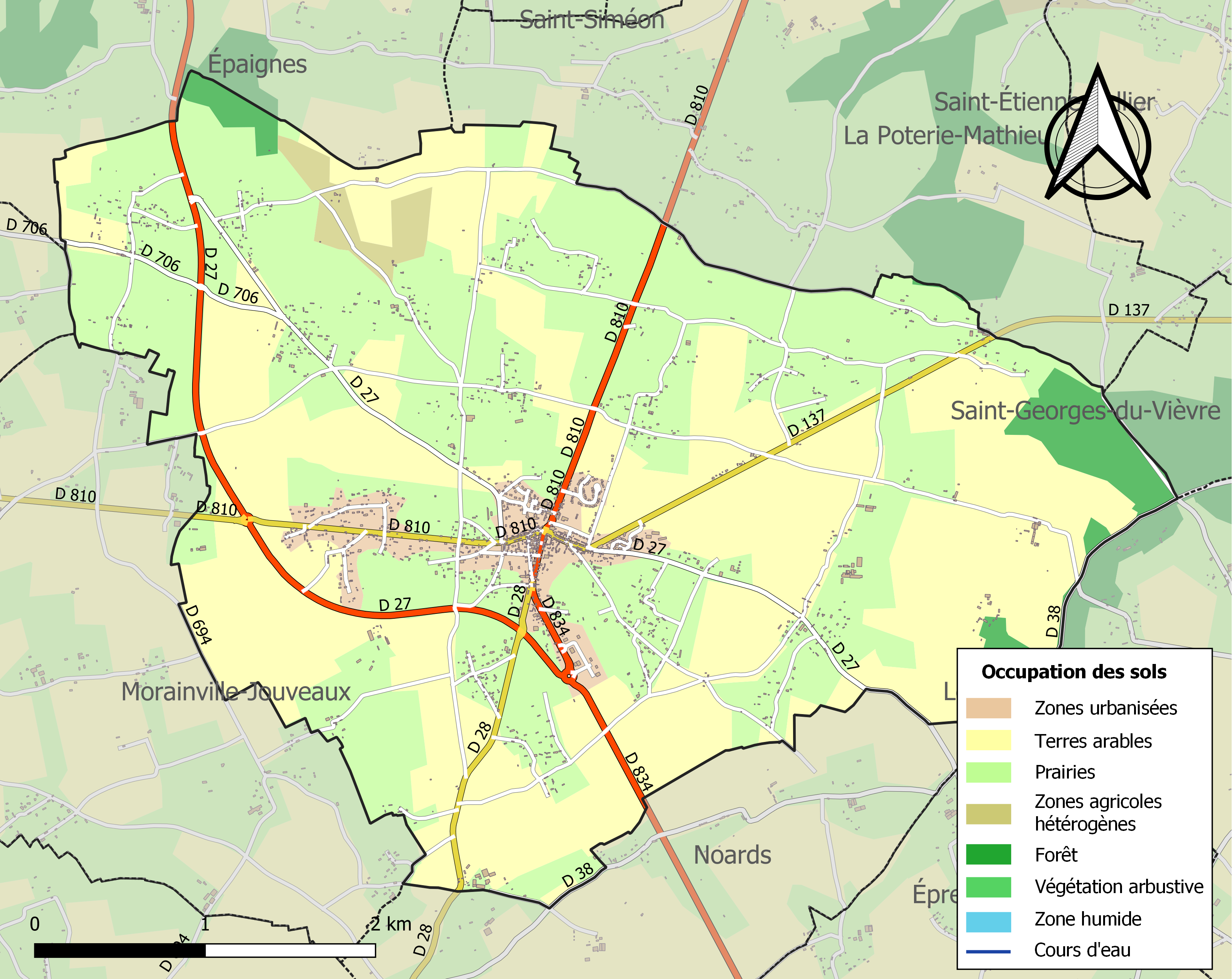
Kaart van de gemeente met belangrijkste infrastructuur, bodemgebruik en omliggende gemeenten

## Demografie
Onderstaande figuur toont het verloop van het inwonertal (bron: INSEE-tellingen).